# Густаво Карвахаль
Густаво Карвахаль (ісп. Gustavo Carvajal, нар. 17 червня 2000, Паділья) — колумбійський футболіст, півзахисник клубу «Америка де Калі».

## Клубна кар'єра
Народився 17 червня 2000 року в місті Паділья. Вихованець футбольної школи клубу «Америка де Калі». 18 лютого 2018 року в матчі проти «Патріотаса» він дебютував у чемпіонаті Колумбії.

## Виступи за збірні
2017 року у складі юнацької збірної Колумбії до 17 років взяв участь у юнацькому чемпіонаті світу в Індії. На турнірі він зіграв у двох матчах.
2019 року залучався до складу молодіжної збірної Колумбії до 20 років. У її складі брав участь у молодіжному чемпіонаті Південної Америки і допоміг своїй збірній посісти четверте місце. Цей результат дозволив команді кваліфікуватись на молодіжний чемпіонат світу 2019 року, куди поїхав і Карвахаль.